# Гендель, Нил
Нил Гендель (ивр. ניל הנדל‎; род. 27 апреля 1952 года, Соединённые Штаты Америки) — американский и израильский юрист, судья Верховного суда Израиля.

## Биография
Нил Гендель родился 24 апреля 1952 года в Соединённых Штатах Америки. В 1965—1969 годах учился в иешиве Флэтбуша. Учился в Нью-Йоркском университете (1969-1973), получил степень бакалавра в области социологии и иудаики. После окончания университета, в 1973 году, изучал Талмуд под руководством раввина Иосифа Соловейчика в «Yeshiva University», Нью-Йорк.
В 1976 году окончил юридический факультет университета Хофстра и до 1983 года занимался юридической практикой в Нью-Йорке. В 1983 году репатриировался в Израиль, в 1984 году получил лицензию на юридическую деятельность.
В 1988 году стал судьёй, получил назначение в мировом суде Беэр-Шевы и работал там до 1997 года, когда перешел на работу в окружной суд Беэр-Шевы. Являлся вице-президентом окружного суда Беэр-Шевы (с августа 2006 года).
В 2009 году был назначен судьёй Верховного суда Израиля.